# Erdődy János (főispán)
Monyorókeréki és monoszlói Erdődy János (Zágráb, 1794. január 10. – Budapest, 1879. május 2.) gróf, fiumei kormányzó, Varasd vármegye örökös főispánja, a főrendi ház örökös tagja, a helytartótanács tanácsosa.

## Élete
Horvátország legnagyobb földbirtokos családjának sarja, amely az illír mozgalmak során kitartóan harcolt a magyar ügyért. Feltűnést keltett reform országgyűléseken beszédeivel. 1848. április 24. és augusztus 31. között Fiume és a Magyar tengermellék kormányzója. Hat századnyi (728 fős) fiumei nemzetőrséget hozott létre olaszokból és magyarokból, ezek polgári ruhát viseltek, bal karjukon nemzeti színű szalaggal. Háromszáz puskát is szerzett részükre a károlyvárosi katonai parancsnokságtól, valamint házi- és vadászfegyvereket. Ez a testület volt a városi rendőrségen kívüli megbízható erő. A Dalmácia visszacsatolását előkészítő magyar közvetítők irányítása is Erdődy érdeme, ő tartotta kapcsolatot Dalmácia olasz városi polgárainak vezetőivel. Az Implacabile mevű hajó megvásárlását is intézte, amit Angliában kívántak felfegyverezni, hogy a szabadságharc haditengerészet is megszervezhessék, ám ez nem sikerült. Erdődy volt, aki Mészáros Lázár hadügyminiszternek azt javasolta, a fiumei tengerészeti akadémiai tanárát, Domini Vincét honvédkapitánnyá és a hajó parancsnokává tegye. Ezt követően Erdődy azon dolgozott, hogy egy honvéd zászlóaljat Fiumébe küldjenek Jellasics várható támadásának visszaverésére, azonban csupán ígéretet kapott erre. 1848. augusztus 31-én az 53. gyalogezred Jellasics parancsára elfoglalta Fiumét horvát fölkelőkkel, így ez lett az első idegen kézre került magyar város. Erdődynek ezután menekülnie kellett, elvették kormányzói és főispáni rangját is. Utóbbit 1861-ben kapta vissza, amikor a magyar országgyűlés ezt követelte. Állandó résztvevője volt a főrendi ház üléseinek.